# ملابس الإمبراطور الجديدة
ملابس الإمبراطور الجديدة (بالدنماركية: Kejserens Nye Klæder) هي قصة قصيرة للكاتب الدنماركي هانس كريستيان أندرسن من الدنمارك نشرت لأول مرة في كونهاغن في 7 إبريل 1837 مع قصة عروس البحر الصغيرة ضمن الجزء الثالث والأخير من حكايات أندرسن الخيالية للأطفال.
. تدور القصة حول ملك يقنعه خياطان بأن يصنعوا له بدلة خفية لا يراها الذي لا يصلح لمنصبه أو الأحمق وعديم الكفاءة. وعندما يخرج الملك أمام رعيته بملابسه الجديدة، لا يتجرأ أحد على قول أنه لا يرى أي ملابس على الملك، باستثناء طفل يصرخ «لكنه لا يرتدي أي ملابس على الإطلاق!».
ترجمت القصة إلى أكثر من 100 لغة.

## القصة
يصل محتالان إلى بلدة يحكمها إمبراطور فاسد ينفق الأموال بسخاء على ملابسه على حساب الاهتمام بشؤون الدولة. يدعي المحتالان أنهما خياطان، ويخبران الإمبراطور بقدرتهما على نسج بذلة رائعة فريدة من نوعها، حيث لا يستطيع أن يراها الحمقى والأغبياء عديمي الكفاءة. يصدقهما الإمبراطور ويطلب منهما نسج هذه البذلة له، فينصبا الأنوال، ويغدق عليهما المال ويمدهما باحتياجاتهما، وحين يذهب رجال القصر ومسؤولو الدولة، والإمبراطور نفسه لرؤية النساجين أثناء العمل يروا الأنوال فارغة بينما يتظاهر النساجان بالعمل، فيأبوا الإفصاح عما يرونه خشية أن يعتبرهم الآخرون حمقى أو أغبياء، وحين أعلن النساجان عن انتهائهما من خياطة الملابس، تظاهرا بإلباسها للإمبراطور الذي خرج بها في موكب أمام الشعب بأكمله. يرى الشعب الإمبراطور عاريًا تمامًا أمامهم غير أن أحدًا لا يجرؤ على قول الحقيقة خوفًا من أن يبدو أحمقًا عديم الكفاءة، إلا طفل يخبر الإمبراطور أنه لا يرتدي شيئًا فيكتشف الناس أنهم قد خدعوا، بينما يواصل الإمبراطور مسيرته بزهو أكثر.

## تأثير القصة
أثرت القصة تأثيرًا واضحًا في الأدب، وفي مختلف أنواع الفنون منذ أن نشرت لأول مرة، وحولت للعديد من الأفلام والأعمال التليفزيونية كما قدمت على مسارح العالم أكثر من مرة. 

نصب تذكاري مستوحى من القصة في مدينة أودينز الدنماركية

### في الأفلام والمسرح والتليفزيون
- فيلما روسيًا من إخراج يوري زيليابوجسكي في عام 1919.
- عرضًا مسرحيًا قصيرًا بعنوان ملابس الإمبراطور الجديدة من إنتاج عام 1953.
- الفيلم الكرواتي 80 درجة من إخراج أنتي باباجا عام 1961.[10]
- في المسلسل البريطاني دكتور هو عام 1965 حيث يستخدم الطبيب القصة في إحدى الحلقات لتجنب اكتشافه كعازف قيثارة.
- المسلسل التلفزيوني الكوميدي الموسيقي الأسترالي هانس كريستيان أندرسن، الذي سلط الضوء على ثلاث من أشهر قصص أندرسن من إنتاج عام 1970، ولعب دور الإمبراطور فيه الممثل باتريك ويمارك وقد أذيع المسلسل بعد وفاته المفاجئة بخمسة أسابيع فقط في ملبورن.[11]
- المسلسل التليفزيوني الأمريكي عالم داني كاي المسحور الذي قدم عام 1972 من إنتاج شركة رانكن باس، وبطولة داني كاي، وسيريل ريتشار، وإيموجين كوكا، وألين سويفت، وبوب مكفيدن، استخدمت القصة لتكون أساس الحلقة الموسيقية الأولى والوحيدة في المسلسل التي احتوت على ثمانية أغاني من تأليف غول باس ولحن موسيقاها لموري لوز، وقد صورت مشاهدها الحية في مدينة أرهوس الدانماركية، ثم أضيفت لها مؤثرات خاصة كالرسوم المتحركة وتقنية الأنيماجيك المبتكرة في اليابان. رسم كاريكاتيري لفيلهلم بيدرسون من وحي القصة

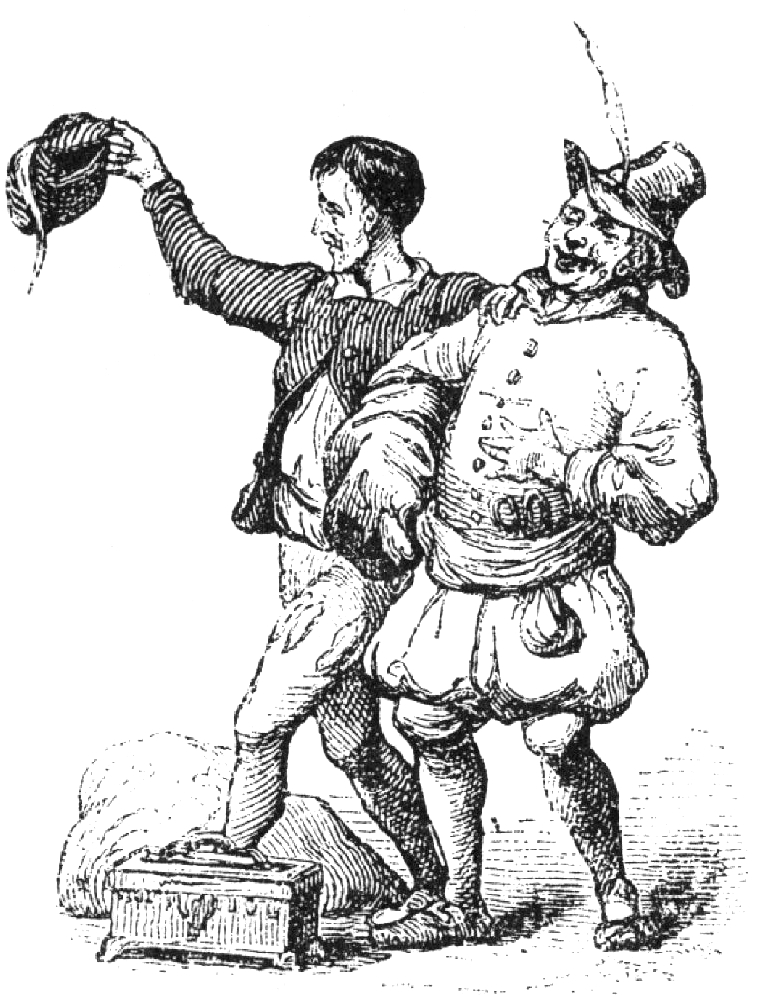
رسم كاريكاتيري لفيلهلم بيدرسون من وحي القصة

- المسلسل الأمريكي مسرح حكايات الجن لشيلي دوفال في عام 1985، حيث لعب ديك شون دور الإمبراطور، ولعب ألان أركين وأرت كارني دور النساجين المحتالين.
- الفيلم الوثائقي الحربي الياباني جيش الإمبراطور العاري يتقدم للمخرج كازو هارا عام 1987، والذي يحكي عن كينزو أوكوزاكي أحد المحاربين القدامى الذين شاركوا في حملة اليابان في الحرب العالمية الثانية في غينيا الجديدة، والبالغ من العمر 62 عامًا، ويبحث عن المسؤولين عن مقتل جنديين مجهولين في وحدته القديمة أثناء الحملة.
- فيلم الرسوم المتحركة ملابس الإمبراطور الجديدة من إنتاج شركة باربانك أننيميشن ستوديوز عام 1991.
- في فيلم الرسوم المتحركة أحدث ملابس الإمبراطور الذي عرضته شبكة قنوات اتش بي أو الأمريكية عام 2018. حكي القصة في الفيلم ألن ألدا، بينما قام جيف دانيلز بالأداء الصوتي لشخصية الإمبراطور.[12]

### في الموسيقى
- أصدر المغني والممثل الكوميدي الأمريكي بينغ كروسبي ألبومًا غانئيًا للأطفال في عام 1951 بعنوان «لا تخف»، كانت القصة واحدة من حكاياته المغناة للأطفال.[13]
- أدرجت المغنية الأيرلندية سينيد أوكونور أغنية بعنوان «ملابس الإمبراطور الجديدة» ضمن ألبومها الصادر عام 1990 بعنوان «لا أريد ما ليس عندي»، وتتكلم الأغنية عن العلاقات الفاشلة.

### في الأعمال الأدبية اللاحقة
- نشر الأمريكي جاك هيرر أحد نشطاء الحركة العالمية الداعية لتقنين القنب جاك هيرر في عام 1985 كتابًا بعنوان «الإمبراطور عاريا» مستوحيًا عنوان الكتاب من قصة أندرسن، ويحكي الكتاب عن تاريخ صناعة القنب عبر العصور. استمر بع الكتاب على مدى 35 عامًا كاملة حتى صدور طبعته الرابعة عشرة في عام 2020.
- نشر الفيزيائي والرياضياتي الإنجليزي الحاصل على جائزة نوبل لعام 2020 للفيزياء روجر بنروز كتابًا بعنوان «عقل الإمبراطور الجديد» صدر في عام 1989، وسخر في كتابه من الذكاء الاصطناعي معتبرا إياه عديم المضمون.[14]

### في الفنون
نشر رسام الكاريكاتير الزيمبابوي توني نامات في عام 2011 مجموعة من الرسوم الكاريكاتورية السياسية بعنوان «تربة الإمبراطور الجديدة» The Emperor's New Clods وهو العنوان الذي يعتبر تحريفًا لعنوان قصة أندرسن، حوت المجموعة رسومًا كاريكاتورية كانت قد نُشرت في الصحف الزيمبابوية بين عامي 1998 و2005 وتسلط الضوء على بعض اللحظات التاريخية في فترة مضطربة من تاريخ البلاد.

## الاستخدام كمصطلح
أصبحت عبارة ملابس الإمبراطور الجديدة مصطلحًا يشير إلى المغالطة المنطقية التي تصف حالة الجهل الجماعي، أو حالة افتراض أن شيئًا ما حقيقي، وأن أحدًا لا يرغب في انتقاده فقط لأنه مقبول لدى عامة الناس على نطاق واسع.

## طالع أيضًا
- فيل في الغرفة
- تجاهل الأغلبية

## مزيد من القراءة
- Andersen, Hans Christian؛ Tatar, Maria (Ed. and transl.)؛ Allen, Julie K. (Transl.) (2008). The Annotated Hans Christian Andersen. New York and London: W. W. Norton & Company, Inc. {{استشهاد بكتاب}}: الوسيط غير المعروف |الرقم المعياري= تم تجاهله يقترح استخدام |ردمك= (مساعدة)
- Andersen, Hans Christian؛ Wullschlager, Jackie (Ed.)؛ Nunnally, Tiina (Transl.) (2005). Fairy Tales. New York: Viking. {{استشهاد بكتاب}}: الوسيط غير المعروف |الرقم المعياري= تم تجاهله يقترح استخدام |ردمك= (مساعدة)
- Andersen, Hans Christian؛ Frank, Diane Crone (Ed. and transl.)؛ Frank, Jeffrey (Ed. and transl.) (2005). The Stories of Hans Christian Andersen: A New Translation from the Danish. Durham and London: Duke University Press. {{استشهاد بكتاب}}: الوسيط غير المعروف |الرقم المعياري= تم تجاهله يقترح استخدام |ردمك= (مساعدة)
- Andersen, Jens؛ Nunnally, Tiina (Transl.) (2005). Hans Christian Andersen: A New Life. New York, Woodstock, London: Overlook Duckworth. {{استشهاد بكتاب}}: الوسيط غير المعروف |الرقم المعياري= تم تجاهله يقترح استخدام |ردمك= (مساعدة)
- Bredsdorff, Elias (1975). Hans Christian Andersen: The Story of His Life and Work, 1805–75. London: Phaidon Press Ltd. {{استشهاد بكتاب}}: الوسيط غير المعروف |الرقم المعياري= تم تجاهله يقترح استخدام |ردمك= (مساعدة)
- Prince, Alison (1998). Hans Christian Andersen: The Fan Dancer. London: Allison & Busby Ltd. {{استشهاد بكتاب}}: الوسيط غير المعروف |الرقم المعياري= تم تجاهله يقترح استخدام |ردمك= (مساعدة)
- Robbins, Hollis (Autumn 2003). /journals/new_literary_history/v034/34.4robbins.html "Emperor's New Critique". New Literary History. ج. 34 ع. 4: 659–675. ISSN:0028-6087. مؤرشف من /journals/new_literary_history/v034/34.4robbins.html الأصل في 2020-04-22. {{استشهاد بدورية محكمة}}: الاستشهاد بدورية محكمة يطلب |دورية محكمة= (مساعدة)، تحقق من قيمة |مسار أرشيف= (مساعدة)، وتحقق من قيمة |مسار= (مساعدة)
- Wood, Naomi (2007). "The Ugly Duckling's Legacy: Adulteration, Contemporary Fantasy, and the Dark". Marvels & Tales. ج. 20 ع. 2: 193–207. DOI:10.1353/mat.2007.0019.
- Wullschlager, Jackie (2000). Hans Christian Andersen: The Life of a Storyteller. Chicago: University of Chicago Press. {{استشهاد بكتاب}}: الوسيط غير المعروف |الرقم المعياري= تم تجاهله يقترح استخدام |ردمك= (مساعدة)
- Zipes, Jack David (2005). Hans Christian Andersen: The Misunderstood Storyteller. New York and Middleton Park: Routledge. {{استشهاد بكتاب}}: الوسيط غير المعروف |الرقم المعياري= تم تجاهله يقترح استخدام |ردمك= (مساعدة)

## وصلات خارجية
- "Keiserens nye Klæder". Original Danish text
- "Keiserens nye Klæder". Manuscript from the Odense City Museum
- "The Emperor's New Clothes". English translation by Jean Hersholt
- "The Emperor's New Clothes". Audio rendition by Sir مايكل ريدغريف